# Last Exile
Last Exile (jap. ラストエグザイル Rasuto Eguzairu) – 26-odcinkowy serial anime, utrzymany w klimacie steampunk. Został wyprodukowany w 2003 roku przez studio Gonzo Digimation, znane z takich tytułów jak Blue Submarine No. 6, Full Metal Panic! czy Hellsing. Grafika jest połączeniem tradycyjnej animacji 2D z 3D. Jego akcja rozgrywa się w retro-futurystycznym świecie Prester, osadzonym w realiach przypominających w znacznej mierze okres rewolucji industrialnej.
W Japonii serial był emitowany na kanale TV Tokyo w dniach 8 kwietnia – 29 września 2003. Poza Japonią emitowano w USA, Argentynie, Brazylii, Meksyku, Wenezueli, Filipinach i w Polsce na kanale Hyper.
W Polsce serial został wydany na DVD przez Anime Gate w wersji z polskim lektorem, którym był Maciej Gudowski.

## Opis fabuły
Claus Valca i Lavie Head to dzieci legendarnych kurierów, którzy zginęli podczas wykonywania tajnej misji w Grand Stream. Nastolatkowie chcąc utrzymać vanshipa zatrudniają się w firmie kurierskiej Norikia Vanship Organization. Podczas jednego lotu znajdują śmiertelnie rannego innego kuriera, który prosi ich o dokończenie jego misji. Polega ona na dostarczeniu na owiany złą sławą statek Silvana dziewczynki imieniem Alvis. Bohaterowie podejmują się zadania i stają się członkami załogi okrętu. Zostają też uwikłani w intrygę pomiędzy dwoma krajami: Anatoray (Ανατοραψ) i Disith (Διςιτη).

## Postacie
- Claus Valca (jap. クラウス・ヴァルカ Kurausu varuka)

Seiyū: Mayumi Asano 
- Lavie Head (jap. ラヴィ・ヘッド Ravi heddo)

Seiyū: Chiwa Saitō 
- Alvis Hamilton (jap. アルヴィス・ハミルトン Aruvisu Hamiruton)

Seiyū: Anna Shiraki 
- Alex Row (jap. アレックス・ロウ Arekkusu rō)

Seiyū: Toshiyuki Morikawa 
- Sophia Forrester (jap. ソフィア・フォレスター Sofia foresutā)

Seiyū: Wakana Yamazaki 
- Tatiana Wisla (jap. タチアナ・ヴィスラ Tachiana visura)

Seiyū: Eri Kitamura 
- Alister Agrew (jap. アリスティア・アグリュー Arisutia aguryū)

Seiyū: Natsuko Kuwatani 
- Dio Eracles (jap. ディーオ・エラクレア Dīo erakurea)

Seiyū: Junko Noda 
- Lucciola (jap. ルシオラ Rushiora)

Seiyū: Tomoe Hanba 
- Mullin Shetland (jap. モラン・シェトランド Moran shetorando)

Seiyū: Shin’ichirō Miki 

## Autorzy
Reżyserem serii został Koichi Chigira, który odpowiadał także za kompozycję serii; za muzykę odpowiada Dolce Triade. Serial wyprodukowało studio Gonzo.

## Spis odcinków
1. First Move
2. Luft Vanship
3. Transpose
4. Zugzwang
5. Positional Play
6. Arbiter Attack
7. Interesting Claus
8. Take Back
9. Calculate Alex
10. Swindle
11. Develop
12. Discovered Attack
13. Isolated Pawn
14. Etude Lavie
15. Fairy Chess
16. Breakthrough
17. Making Material
18. Promotion Sophia
19. Sicilian Defense
20. Grand Stream
21. Rook Dio
22. Queen Delphine
23. Castling Lucciola
24. Sealed Move
25. Quiet Move
26. Resign